# How Far We've Come
«How Far We've Come» es una canción de la banda estadounidense de rock alternativo Matchbox Twenty, lanzado a través de Atlantic Records el 4 de septiembre de 2007 como el primer sencillo de su primer Álbum recopilatorio Exile on Mainstream (2007). El sencillo en CD viene con dos versiones en vivo como caras B; "Remedy" de The Black Crowes y "Modern Love" de David Bowie. Estas dos canciones también están en la versión Best Buy de Exile on Mainstream.
Phonographic Performance Company of Australia anunció que "How Far We've Come" fue la grabación más reproducida en Australia en 2008. La PPCA también anunció que Matchbox Twenty fue el tercer artista más reproducido en 2008.

## Video musical
El video musical es un montaje de tres minutos y veintiséis segundos de muchos eventos históricos en todo el mundo a finales del siglo XX, vinculado con la letra sobre los asuntos humanos y su papel en el desarrollo cultural. El video debutó en VH1 Top 20 Video Countdown el 1 de septiembre de 2007. Contiene muchos eventos importantes que cambiaron el mundo en un orden cronológico aproximado. Los eventos son:
- Escenas del movimiento por los derechos civiles (década de 1950).
- 11 de septiembre en el WTC (2001).
- Asesinato de John F. Kennedy (1963).
- Muhammad Ali ganando la revancha contra Sonny Liston en la primera ronda (1965).
- Woodstock (1969).
- Mujeres marchando por la igualdad de derechos (década de 1970).
- Pelé en un partido de fútbol.
- La caída del Muro de Berlín (1989).
- Tank Man durante las protestas de la Plaza de Tiananmen de 1989.
- Primeras computadoras personales en una línea de ensamblaje (décadas de 1970, 1980).
- Live Aid (1985).
- Celebraciones de Año Nuevo en todo el mundo a principios del siglo XXI (incluidos Egipto, París) (2000).
- Muerte de la princesa Diana en París (1997).
- Los Acuerdos de Oslo (1993).
- Live Earth, incluido Al Gore (2007).
- Barack Obama y Hillary Clinton, candidatos demócratas a las primarias presidenciales de Estados Unidos de 2008.

El video termina con muchos de los clips parpadeando rápidamente en la pantalla en orden inverso al final de la canción.
En Australia se lanzó un video diferente, con la banda actuando en un vecindario lleno de niños. Alrededor de la mitad de la canción, una niña con un trozo de tiza sale al medio de la calle y comienza a dibujar un gran círculo. Mientras dibuja ese círculo, comienza un eclipse solar. En el momento en que la niña termina el círculo, el eclipse se completa y todos desaparecen del vecindario. El clip termina con imágenes de los juguetes que los niños estaban jugando cayendo al suelo.

## Lista de canciones
Versión EP
1. "How Far We've Come" (radio edit) – 3:31
2. "Remedy" (en vivo) – 4:31
3. "Modern Love" (en vivo) – 3:51

## Posicionamiento en lista
| Lista (2007–08)                       | Mejor posición |
| ------------------------------------- | -------------- |
| Alemania (Offizielle Deutsche Charts) | 60             |
| Australia (ARIA)                      | 7              |
| Canadá (Canadian Hot 100)             | 4              |
| Hungría (Rádiós Top 40)               | 3              |
| Nueva Zelanda (Recorded Music NZ)     | 11             |
| UK Singles (OCC)                      | 157            |
| Estados Unidos (Billboard Hot 100)    | 11             |
| Estados Unidos (Adult Contemporary)   | 22             |
| Estados Unidos (Adult Top 40)         | 3              |
| Estados Unidos (Hot Dance Club Songs) | 8              |
| Estados Unidos (Mainstream Top 40)    | 14             |